# George Sklar
George Sklar (* 31. Mai 1908 in Meriden, Connecticut; † 15. Mai 1988 in Los Angeles, Kalifornien) war ein US-amerikanischer Buchautor, Dramatiker und gelegentlicher Drehbuchautor.

## Leben
Sklar war politisch links gesinnt und wirkte als politischer und sozial orientierter Dramatiker und Autor in New York City. Er schrieb mehrere Broadway-Stücke, darunter Laura und Merry Go Round. Autoren, mit denen er dabei zusammenarbeitete, waren Albert Maltz und Vera Caspary. Ein bekannter Roman von ihm war The Two Worlds of Johnny Turro. Sklar arbeitete daneben als Büroangestellter (salaryman).
In der McCarthy-Ära musste Sklar vor das Komitee für unamerikanische Umtriebe treten. Er wurde auf die schwarze Liste gesetzt, weil er die Aussage verweigerte, und konnte in der Folge nicht mehr seinen beruflichen Tätigkeiten nachgehen und die Mutter der Familie musste fortan für das Einkommen sorgen, indem sie Tanzunterricht gab. Sklar wurde zum Einsiedler und litt auch an psychischen Problemen. Seinen Kindern wurde erst nach seinem Tod bekannt, dass er Mitglied der Kommunistischen Partei der USA (CPUSA) gewesen war. Sklar hatte ihnen gegenüber nie über seine politische Positionen und Bindungen gesprochen und warnte sie davor, politischen Aktivitäten nachzugehen und photographiert zu werden.
Sein Stück Merry Go Round wurde 1932 unter der Regie von Edward L. Cahn als Afraid to Talk verfilmt. In den 1940er Jahren war er als Drehbuchautor tätig und als solcher an mehreren Filmen beteiligt, darunter City Without Men und First Comes Courage aus dem Jahr 1943 und, ohne entsprechende Nennung, Der Bandit und die Königin (1946). In den 1940er Jahren begann er auch, Romane zu schreiben. Als Dramatiker war er erst wieder in den 1960er Jahren aktiv.
Sklar starb im Alter von 79 Jahren an einem Herzstillstand. Mit seiner Frau hatte er drei Kinder, von denen Zachary Sklar als Journalist und Drehbuchautor tätig ist. Die Tochter Judy Sklar Rasminsky ist ebenfalls als Autorin und Herausgeberin aktiv, Daniel Sklar ist Theaterautor.

## Schriften (Auswahl)
Romane
- 1947: The Two Worlds of Johnny Truro
- 1951: The Promising Young Men
- 1953: The Housewarming
- 1961: The Identity of Dr. Frazier

Theaterstücke
- 1932: Merry-Go-Round
- 1934: Stevedore
- 1933: Peace on Earth
- 1935: Parade
- 1939: Life and Death of an American
- 1947: Laura